# 芦屋出入口

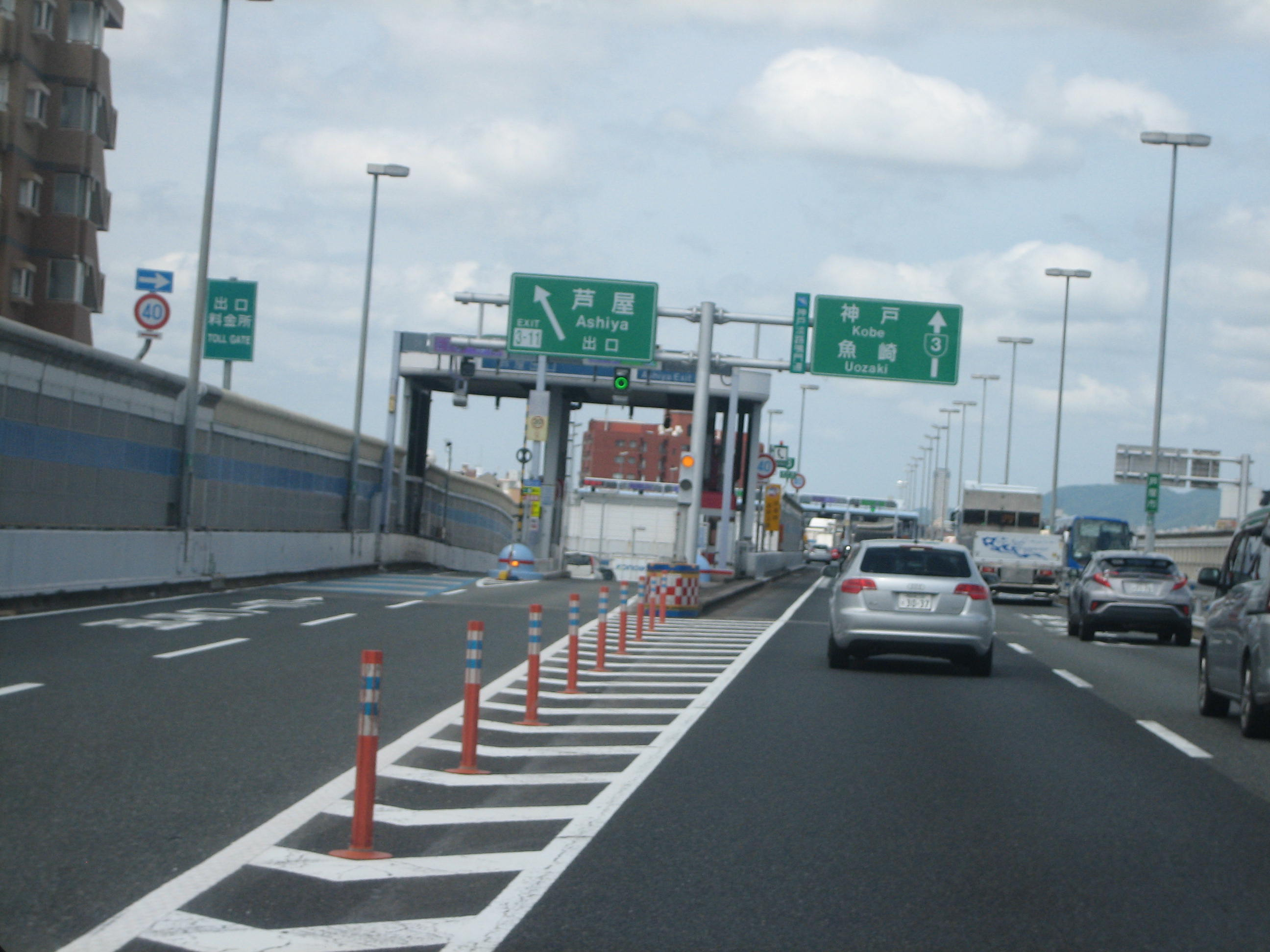
出口の案内板

芦屋出入口（あしやでいりぐち）は、兵庫県芦屋市・西宮市の阪神高速道路3号神戸線の出入口。大阪方面のみ出入口のあるハーフICである。
隣の西宮出入口と本出入口の間は特定料金区間であったため、出口側にも料金所がある。

## 道路
- 阪神高速3号神戸線(3-11)

## 接続する道路
- 国道43号（第二阪神国道）

## 隣
阪神高速3号神戸線
(3-10)西宮出入口 - (3-11)芦屋出入口 - 芦屋TB - (3-12)深江出入口